# Defying Gravity (Wicked)
Defying Gravity (Sfidando la gravità) è una canzone del musical di Stephen Schwartz Wicked, incisa originariamente da Idina Menzel e Kristin Chenoweth nel cast originale di Broadway.
La canzone è il grande assolo di Elphaba (la malvagia Strega dell'Ovest) che conclude il primo atto; nella canzone ci sono anche due duetti con Glinda, miglior amica di Elphaba, all'inizio e verso la metà del brano, e di un intervento del coro dei cittadini di Oz sul finale.
La canzone è la più famosa del musical, ed è stata trasmessa dalla BBC nel programma I'd Do Anything; il brano è al sessantesimo posto delle maggiori hit-parade del Regno Unito.

## Contesto e analisi
Nel musical, la canzone è situata sul finale del primo atto, quando Elphaba scopre che il Mago di Oz altri non è che un meschino imbroglione, e non la figura eroica che lei si aspettava che fosse.
Rendendosi conto di ciò, nonostante i tentativi di Glinda di dissuaderla, la ragazza giura solennemente che combatterà il Mago con tutte le sue forze per liberare il regno di Oz dalla sua tirannide e sventare i crudeli piani del truffatore ai danni degli Animali.
Durante la canzone, Elphaba esprime il proprio desiderio di libertà e di andare contro delle regole impostole da altri.
Elphaba strega un manico di scopa rendendolo capace di volare e, al termine della canzone, la strega levita sopra il palco sfuggendo all'arresto delle guardie del Mago e ai loro tentativi di riportarla a terra.
Il brano è estremamente cinematografico e, per la parte finale della canzone, sono necessari numerosi effetti scenici per rappresentare la fuga di Elphaba. Si ricorre infatti a più di 60 luci in movimento, fumi colorati ed effetti speciali vari per simulare la presenza del vento. Inoltre, l'attrice che interpreta Elphaba vola sul palco grazie ad un sistema di lancio idraulico.

## Singolo di Idina Menzel
Idina Menzel, dopo aver ripreso il ruolo di Elphaba nel 2006 a Londra, ha inciso una propria versione del brano, rimasterizzata in chiave pop e lanciata il 1º marzo 2007. In seguito questo singolo entrò a far parte del suo disco “I Stand”.
La canzone ottenne un successo straordinario e divenne parte della colonna sonora del Gay Pride del 2007 e del festival di Los Angeles dello stesso anno, apparendo anche nel CD dell'evento.

### Tracce

#### U.S. CD single
1. "Defying Gravity" (Tracy Young's Flying Monkey's Club Mix) – 8:02
2. "Defying Gravity" (Eddie Baez Club Mix) – 8:42
3. "Defying Gravity" (Hani Flying So High Club Mix) – 7:04
4. "Defying Gravity" (Josh Harris Vocal Club Mix) – 7:16
5. "Defying Gravity" (Funky Junction & Antony Reale Club Mix) – 6:22
6. "Defying Gravity" (Single version) – 3:48

#### Digital single
1. "Defying Gravity" (Album version) – 3:46

#### Digital maxi single
1. "Defying Gravity" (Tracy Young's Flying Monkey's Radio Edit) – 3:45
2. "Defying Gravity" (Eddie Baez Radio Edit) – 4:54
3. "Defying Gravity" (Funky Junction & Antony Reale Radio Edit) – 4:36
4. "Defying Gravity" (Hani Flying So High Short Mix) – 4:55
5. "Defying Gravity" (Josh Harris Radio Edit) – 3:53

#### Digital maxi single (DJ version)
1. "Defying Gravity" (Tracy Young's Flying Monkey's Club Mix) – 8:02
2. "Defying Gravity" (Eddie Baez Club Mix) – 8:42
3. "Defying Gravity" (Funky Junction & Antony Reale Club Mix) – 6:22
4. "Defying Gravity" (Hani Flying So High Club Mix) – 7:04
5. "Defying Gravity" (Josh Harris Vocal Club Mix) – 7:16

### Versioni ufficiali
- "Defying Gravity" (Album version) – 3:46
- "Defying Gravity" (Single version) – 3:48
- "Defying Gravity" (Eddie Baez Club Mix) – 8:42
- "Defying Gravity" (Eddie Baez Radio Edit) – 4:54
- "Defying Gravity" (Funky Junction & Antony Reale Club Mix) – 6:22
- "Defying Gravity" (Funky Junction & Antony Reale Radio Edit) – 4:36
- "Defying Gravity" (Hani Flying So High Club Mix) – 7:04
- "Defying Gravity" (Hani Flying So High Short Mix) – 4:55
- "Defying Gravity" (Josh Harris Vocal Club Mix) – 7:16
- "Defying Gravity" (Josh Harris Radio Edit) – 3:53
- "Defying Gravity" (Tracy Young's Flying Monkey's Club Mix) – 8:02
- "Defying Gravity" (Tracy Young's Flying Monkey's Radio Edit) – 3:45
- "Defying Gravity" (Live from Soundstage) – 3:56

### Classifiche
| Classifica (2007)   | Massima posizione |
| ------------------- | ----------------- |
| Hot Dance Club Play | 5                 |

## Versione di Cynthia Erivo e Ariana Grande
L'attrice britannica Cynthia Erivo e la cantautrice americana Ariana Grande hanno eseguito Defying Gravity nel ruolo rispettivamente di Elphaba e Glinda nella prima parte del dittico di trasposizione cinematografica di Wicked, uscita il 22 novembre 2024, lo stesso giorno della colonna sonora Wicked: The Soundtrack. Il brano è stato poi successivamente inviato alle radio italiane come singolo il 13 dicembre 2024.
Il brano ha la funzione di finale del film, terminando con il "grido di battaglia" di Elphaba. Il fotogramma in cui Elphaba esegue il suo grido nel cielo al tramonto è un esempio di cherry picking già impiegato nel musical originale, con il mantello che apparentemente cresce in grandezza, gonfiandosi con il vento.
In uno dei trailer, la canzone è stata remixata con l'iconico motivo Wicked Witch / Miss Gulch di Herbert Stothart per la colonna sonora del film del 1939 Il mago di Oz, attualmente detenuta dalla Metro-Goldwyn-Mayer.
La registrazione della scena è stata ritardata di sei mesi a causa dello sciopero SAG-AFTRA del 2023 e ha richiesto circa un anno per la produzione. La Erivo ha dichiarato che ha visto nella canzone un "percorso intenso" e ha voluto che la voce del suo personaggio crescesse durante la canzone. Riguardo al suo grido di battaglia alla fine della sequenza, "ho sempre mirato a quel momento, perché tutto arriva al culmine. Il tuo corpo, il tuo cervello e la tua mente  – e soprattutto il tuo cuore  – stanno aspettando di poter emettere quella nota finale, perché è il momento ultimo dove [Elphaba] può diventare se stessa".

### Accoglienza
Scrivendo per Billboard, Stephen Daw ha definito Defying Gravity la migliore canzone della colonna sonora, elogiando la versione della Erivo come "una delle migliori interpretazioni musicali di una canzone che questo recensore abbia mai sentito, e una che supera ampiamente le aspettative già astronomiche che la circondano". Daw ha notato che la base strumentale era in gran parte invariata rispetto all'originale, lasciando alla Erivo la possibilità di imprimere il suo timbro sulla canzone "in un modo che ti fa sentire come se la stessi ascoltando per la prima volta". Daw ha elogiato la sua "destrezza impressionante" nello spaziare nella sua estensione vocale e nel lasciare che l'intera gamma di emozioni venisse percepita attraverso la sua voce, "spremendo ogni nota per tutto ciò che vale" nel noto bridge e grido di battaglia della canzone. Daw ha anche elogiato "l'assistenza necessaria e vitale" di Ariana Grande con la sua recitazione all'inizio della canzone e le sue "splendide armonie" nel mezzo. Allo stesso modo, Cynthia Erivo è stata elogiata per la sua "emozione cruda e potenza" dal Daily Telegraph e per la sua impeccabile interpretazione da Chris Willman per Variety.
Lisa Laman di Looper l'ha definita una delle migliori scene cinematografiche del 2024, scrivendo che "Pause più lunghe sono incorporate in tutta la canzone per dare a Elphaba e Glinda più tempo per interagire. La loro amicizia dissipata colpisce davvero nel segno con queste nuove pause escogitate. Dove Defying Gravity si libra davvero nelle sue nuove qualità, però, è un segmento in cui Elphaba cade verso il suolo a Emerald City dopo il suo primo tentativo di volare, mentre i commenti di scherno dal passato le attraversano la mente. Guardare Elphaba librarsi di nuovo verso il cielo e finire Defying Gravity è uno spettacolo eccezionale. La potente voce di Cynthia Erivo e un accompagnamento strumentale abbagliante e roboante concludono questo numero musicale da urlo con una nota gloriosa".

### Impatto sulla cultura popolare
Il 21 novembre 2024, una clip dell'intervista del tour promozionale in cui la giornalista Tracey E. Gilchrist dice alla Erivo e alla Grande che gli spettatori stavano "creando uno spazio sicuro" per il testo di Defying Gravity è diventata virale, creando numerosi meme. La Gilchrist ha spiegato in seguito cosa intendeva: "Per me, significa essere nel momento, non essere distratta e sentire qualcosa a livello cellulare... Penso che tu crearti uno spazio sicuro con il testo di una canzone, una che hai sentito centinaia di volte, e può improvvisamente assumere un nuovo significato quando sei una persona queer".
Nel dicembre 2024, la Universal Pictures ha commissionato un carro basato sul film che sarebbe apparso alla Rose Parade del 2025, con il nome Defying Gravity in onore della canzone.

### Classifiche
| Classifica (2024) | Posizione massima |
| ----------------- | ----------------- |
| Australia         | 31                |
| Canada            | 63                |
| Irlanda           | 10                |
| Regno Unito       | 7                 |
| Stati Uniti       | 44                |

### Date di pubblicazione
| Paese       | Data             | Formato                | Etichetta      | Note   |
| ----------- | ---------------- | ---------------------- | -------------- | ------ |
| Stati Uniti | 3 dicembre 2024  | Contemporary hit radio | Republic Verve | [ 23 ] |
| Italia      | 13 dicembre 2024 | Radio airplay          | Island         | [ 24 ] |
| Mondo       | 21 marzo 2025    | LP                     | Republic       | [ 25 ] |

### Riconoscimenti
| Organizzazione                  | Anno | Categoria                          | Risultato   | Nota   |
| ------------------------------- | ---- | ---------------------------------- | ----------- | ------ |
| Hollywood Music in Media Awards | 2024 | Song - Onscreen Performance (Film) | Candidato/a | [ 26 ] |

## Altre versioni
Esiste anche una versione in lingua tedesca della canzone, intitolata Frei und schwerelos (“Libero e senza peso”) incisa il 21 novembre del 2007 dal cast originale di Stoccarda della produzione tedesca del musical, con Willemijn Verkaik nei panni di Elphaba e Lucy Scherer in quelli di Glinda.
Anche il cast di Tokyo ha tradotto ed inciso una nuova versione della canzone, con un titolo traducibile con “Alla ricerca della libertà”; il cast originale comprendeva Megumi Hamada (Elphaba) e Miyuki Numao (Glinda).
Kerry Ellis, che interpretò il ruolo di Elphaba sia a Broadway che nel West End, ha inciso una versione rock della canzone con Brian May nel suo album, pubblicato nel 2008, Wicked in Rock. La cantante ha pubblicato un'ulteriore versione del singolo il 20 marzo 2011.
La canzone è stata anche cantata da Lea Michele e Chris Colfer nell'episodio Wheels (in italiano Musica su 2 ruote) della serie televisiva Glee. In questa puntata, Rachel e Kurt si contendono il ruolo da solista per cantare il brano, dove alla fine vince Rachel, poiché Kurt, non volendo umiliare suo padre interpretando davanti a un ampio pubblico una canzone femminile, decide di steccare su un FA naturale.
La stessa serie televisiva ripresenta la canzone nell'episodio 100 (in italiano Una settimana d'addio) della quinta stagione (in cui, per celebrare il raggiungimento dei 100 episodi, vengono riproposti grandi successi precedentemente cantanti, in chiave diversa). Questa volta la canzone viene interpretata da Kurt Hummel (Chris Colfer), Rachel Berry (Lea Michele) e Mercedes Jones (Amber Riley).
La canzone è stata usata per svegliare gli astronauti a bordo della navetta STS-131 nell'aprile 2010 per l'astronauta Dorothy Metcalf-Lindenburger in previsione dell'attività extraveicolare